# Mexican Open 2025
Mexican Open 2025 a fost un turneu profesionist de tenis de nivel ATP 500 din Circuitul ATP 2025 care s-a jucat pe terenuri cu suprafețe dure, în exterior. S-a desfășurat la Arena GNP Seguros din Acapulco, Mexic. A fost cea de-a 32-a ediție și a avut loc în perioada 24 februarie – 1 martie.

## Campioni

### Simplu
Pentru mai multe informații consultați Mexican Open 2025 – Simplu

### Dublu
Pentru mai multe informații consultați Mexican Open 2025 – Dublu

## Puncte și premii în bani

### Distribuția punctelor
| Probă  | C   | F   | SF  | QF  | Runda 2 | Runda 1 | Q  | Q2 | Q1 |
| Simplu | 500 | 330 | 200 | 100 | 50      | 0       | 25 | 13 | 0  |
| Dublu  | 500 | 300 | 180 | 90  | 0       | N/A     | 45 | 25 | 0  |

### Premii în bani
| Probă  | C         | F         | SF        | QF       | Runda 2  | Runda 1  | Q2       | Q1      |
| Simplu | 483.515 $ | 260.150 $ | 138.645 $ | 70.830 $ | 37.810 $ | 20.165 $ | 10.335 $ | 5.800 $ |
| Dublu* | 158.810 $ | 84.690 $  | 42.850 $  | 21.430 $ | 11.090 $ | N/A      | N/A      | N/A     |

*per echipă